# 10Base2

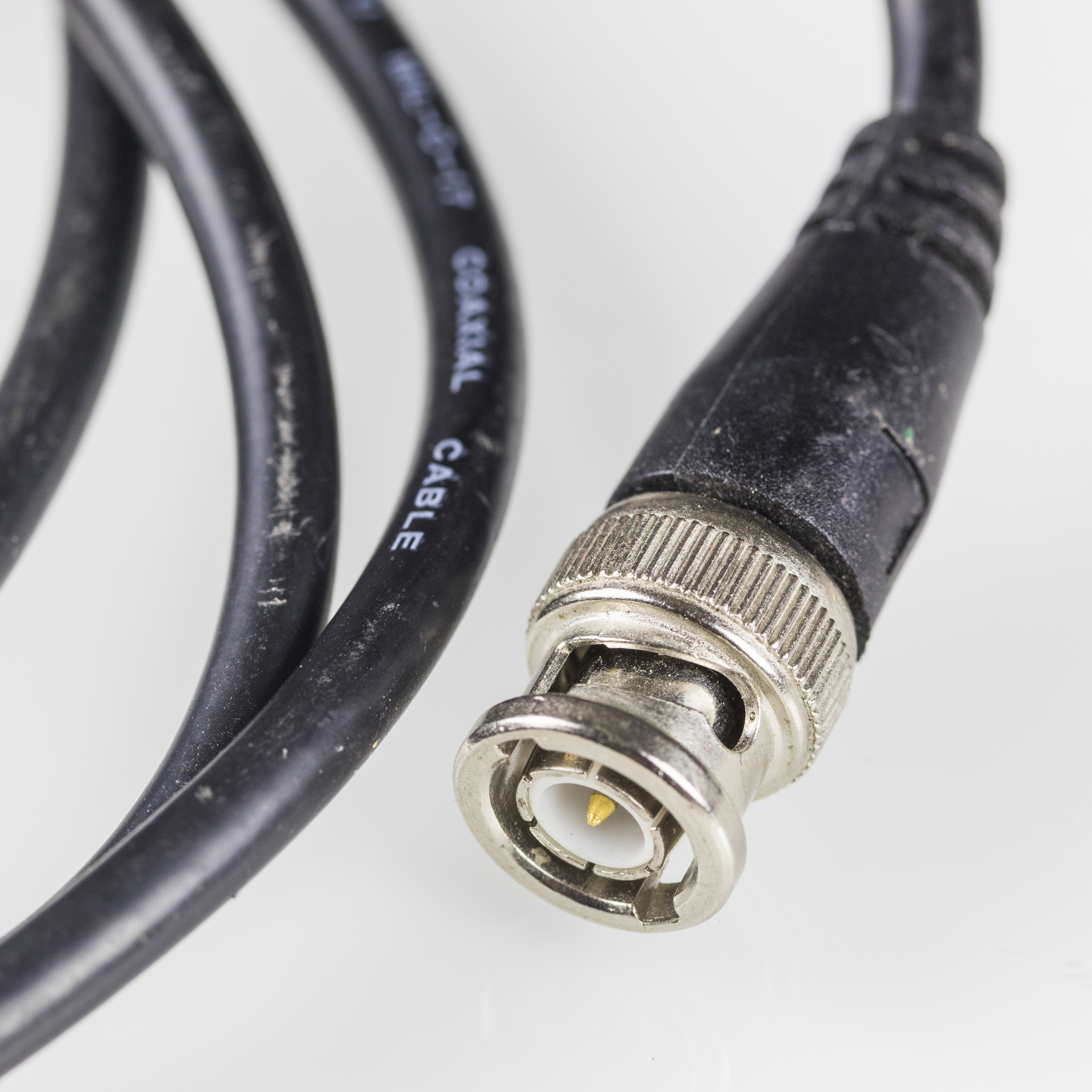
Cable 10BASE2 mostrando el conector BNC final.

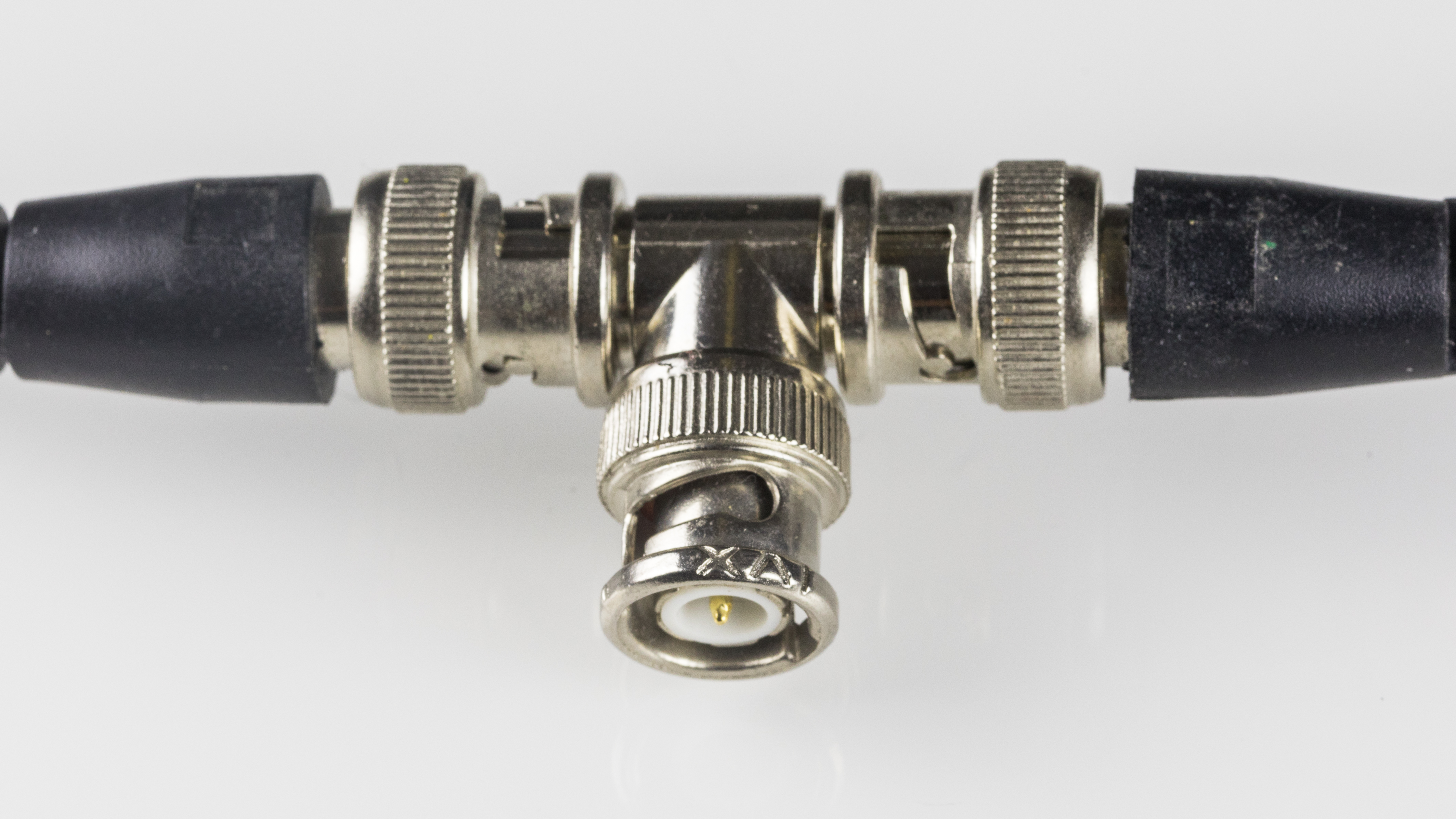
Cable 10BASE2 con conector T BNC.

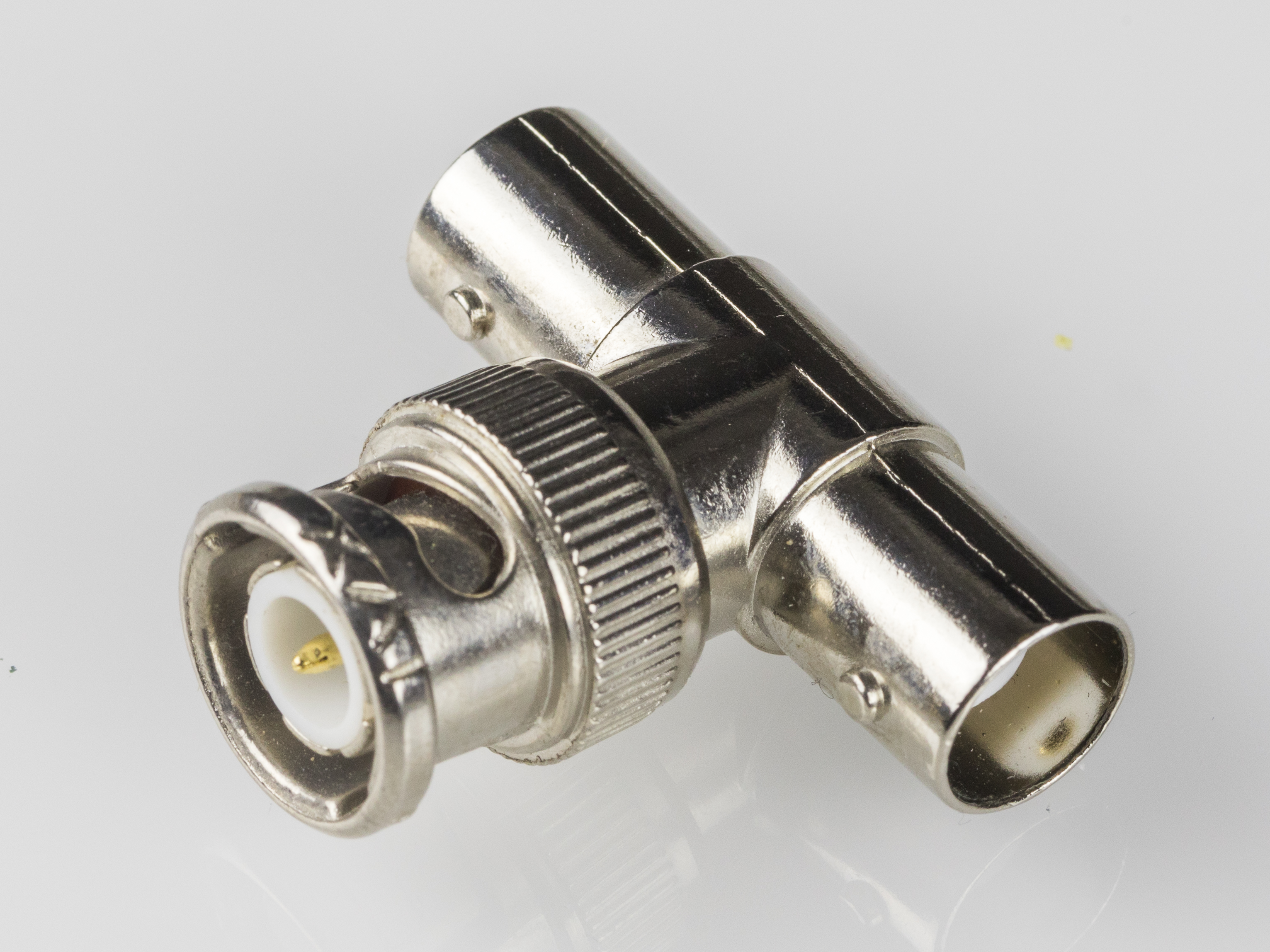
Conector BNC en forma de T utilizado para conectar nodos en una red 10Base-2.

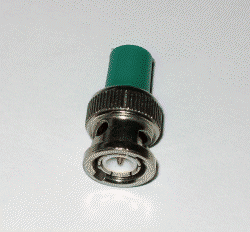
Terminador de cable 10BASE2.

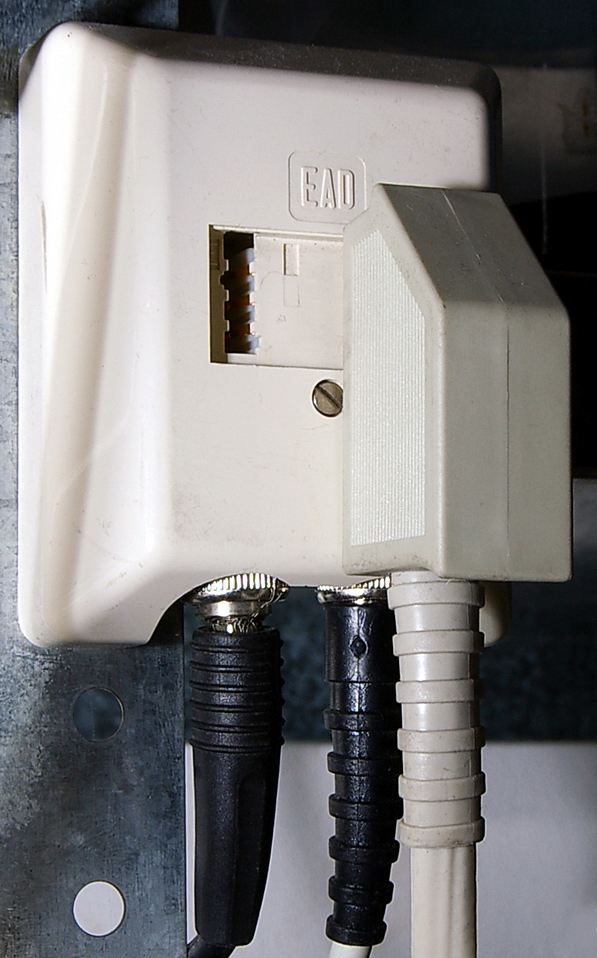
Conector EAD

10BASE2 (también conocido como cheapernet, thin Ethernet, thinnet, y ThinWire) es una variante de Ethernet que usa cable coaxial fino (RG-58A/U o similar, a diferencia del más grueso cable RG-8 utilizado en redes 10Base5), terminado con un conector BNC en cada extremo. Durante muchos años fue el estándar dominante en redes Ethernet de 10 Megabit por segundo, pero debido a la inmensa demanda de redes de alta velocidad, el bajo costo del cable de Categoría 5, y la popularidad de las redes inalámbricas 802.11, tanto 10BASE2 como 10Base5 han quedado obsoletas, aunque todavía existen en algunas localidades.
La tecnología 10BASE2 se introdujo en 1985. La instalación fue más sencilla debido a su menor tamaño y peso, y por su mayor flexibilidad. Todavía existen en redes de este tipo, como 10Base5, la cual no es recomendable para la instalación de redes hoy en día. Tiene un coste bajo y carece de la necesidad de hubs. Además, las NIC son difíciles de conseguir para este medio.
10BASE2 usa la codificación Manchester también. Los computadores en la red se conectaban entre sí con una serie de tendidos de cable coaxial sin interrupciones. Se usaban conectores BNC para unir estos tendidos a un conector en forma de T en la NIC.
10BASE2 tiene un conductor central trenzado. Cada uno de los cinco segmentos máximos de cable coaxial delgado puede tener hasta 185 metros de longitud y cada estación se conecta directamente al conector BNC con forma de "T" del cable coaxial.
Solo una estación puede transmitir a la vez, de lo contrario, se produce una colisión. 10BASE2 también usa half-duplex. La máxima velocidad de transmisión de 10BASE2 es de 10 Mbps.
Puede haber hasta 30 estaciones en cada segmento individual de 10BASE2. De los cinco segmentos consecutivos en serie que se encuentran entre dos estaciones lejanas, solo tres pueden tener estaciones conectadas.

## Diseño de red
Los cables coaxiales 10BASE2 tienen una longitud máxima de 185 metros (607 pies). El número máximo práctico de nodos que pueden ser conectados a un segmento 10BASE2 se limita a 30. En una red 10BASE2, cada segmento de cable está conectado al transceptor (que generalmente está integrado en el adaptador de red) utilizando un conector BNC en T, con un segmento conectad a cada conector hembra de la T. El conector T debe enchufarse directamente en el adaptador de red sin cables por medio. 
En cada extremo físico de la red es necesario un terminador formado por una resistencia de 50 ohmios (Ω) que va encapsulado en un tapón. Es muy común conectado directamente al conector T de una estación de trabajo, aunque no es técnicamente necesario. Algunos dispositivos, tales como los Digital DEMPR y DESPR incorporan internamente el terminador, por lo que pueden ser usados solo en un físico extremo del cable. Si la terminación no está presente, o si hay una ruptura en el cable, la corriente alterna de la señal se refleja en el bus, en lugar de disiparse cuando llega al final. Esta señal reflejada es indistinguible de una colisión, por lo que puede haber errores de comunicaciones.
Cuando se cablea una red 10BASE2, debe prestarse especial cuidado a asegurarse de que los cables están conectados correctamente a los conectores T, y de que los terminadores están bien situados. Uno, y solo uno de los terminadores puede conectarse a tierra mediante una toma de tierra. Malos contactos o cortocircuitos son muy difíciles de diagnosticar, aunque un reflectómetro de dominio de tiempo puede encontrar la mayoría de los problemas con rapidez. Un fallo en cualquier punto de la red de cable tiende a bloquear todas las comunicaciones. Por esta razón las redes 10BASE2 son difíciles de mantener y van siendo reemplazadas por redes 10BASE-T que, cuando usan cable de Categoría 5 o superior, proporcionan una vía sencilla de actualización a 100BASE-TX. Una alternativa fiable de conexión ha sido establecida por la introducción del conector EAD.

## Comparación con 10BASE-T
Las redes 10BASE2 en general no pueden ampliarse sin interrumpir temporalmente el servicio al resto de usuarios existentes y la presencia de muchas articulaciones en el cable también les hace muy vulnerables a la interrupción accidental o maliciosa. Un simple alfiler clavado en cualquier punto del cable fuerza el ir revisando/testeando el cable por secciones hasta dar con las defectuosas. Hubo soluciones para montaje en muro que se pensaron para evitar estos problemas como SaferTap, pero nunca fueron muy conocidas, posiblemente debido a la falta de normalización.
En cambio las redes 10BASE2 tienen una serie de ventajas respecto a 10BASE-T. No necesitan el concentrador 10BASE-T, por lo que el costo de hardware es muy bajo, y el cableado pueden ser especialmente fácil ya que solo es necesario un único cable, que puede tener origen en la computadora más cercana. Estas características hacen que 10BASE2 sea ideal para una pequeña red de dos o tres máquinas, tal vez en una casa donde ocultar fácilmente el cableado puede ser una ventaja. Para una compleja red de oficina las dificultades de localización de las conexiones defectuosas la vuelven impracticable. Lamentablemente para 10BASE2, en el momento en que múltiples redes domésticas de computadoras se convirtió en algo común, el formato ya había sido prácticamente sustituido. Como cuestión de hecho, cada vez es muy difícil encontrar una tarjeta de red compatible 10BASE2 y las diferentes piezas del equipo, y los controladores de red integrado en placa madre no tiene el conector, aunque la lógica subyacente puede que aún esté presente.

## Origen del nombre
El nombre 10BASE2 viene de varias características del medio físico. El 10 procede de la máxima velocidad de transmisión de 10 Mbit/s (millones de bits por segundo). El BASE viene de la Banda base de señalización, y el 2 representa la máxima longitud de segmento de 200 metros, sin embargo cuando el estándar 10Base2 apareció se constató que los 200 metros era un poco exagerado, y que la máxima distancia real era de 185 metros.